# Slow Motion (canción de Ultravox)
«Slow Motion» es el sexto sencillo de la banda de new wave Ultravox, lanzado el 4 de agosto de 1978. Este es el primer sencillo del, por aquel entonces, a punto de ser lanzado, Systems Of Romance, su tercer álbum de estudio.
En este tema también se muestran cambios en la banda. Su nombre sería desde ese entonces acreditado como Ultravox, pues se había decidido quitar el signo de admiración (!) al final del nombre. Éste fue el primer sencillo donde participó el guitarrista Robin Simon (antes en la banda Neo), en reemplazo de Stevie Shears (quien luego se fue a formar parte de Cowboys International). Para realizarlo, se dieron más uso a los sintetizadores y a la batería electrónica, especialmente demostrado en «Dislocation». La canción está incluida en el álbum Systems Of Romance.
La canción «Slow Motion» fue tocada en vivo anteriores veces, poco después del ingreso de Simon, tales como en el programa The Old Grey Whistle Test y el festival de Reading. Llegó a ser interpretada por la banda en las giras de finales de 1979 y 1980, con Midge Ure como cantante, y en la década de 1990, cuando Billy Currie era el único integrante original, y por John Foxx como solista, en su gira de 1983, y en todas las demás desde su regreso a la escena musical, al lado de Louis Gordon.
La segunda canción «Dislocation», que también aparece en el álbum, es lenta, oscura, electrónica e industrial. Fue interpretada sólo en la gira de finales de 1979, la primera con Midge Ure, y por John Foxx desde su regreso a la música en 1997, con Louis Gordon.

## Canciones

### Versión original

#### Cara A
- «Slow Motion» - 3:27

#### Cara B
- «Dislocation»